# 奥村真介
奧村 真介(おくむら しんすけ、1968年3月17日 - ）は、日本の実業家。 PEOPLE HORIZON株式会社　代表取締役社長

## 人物
1990年株式会社富士銀行に入行、外資系金融機関、GE日本法人等を経て、世界最大の人事人財ビジネスグループであるスイスのAdeccoグループの日本法人社長を務めた。
人材サービス事業を内から変革することに取り組み同社退職後、人材サービス市場を外から眺め、「足りないこと」、「できていない付加価値」を提供することが必要で自らの使命と感じ、2018年2月、「人材市場を変革し、人と企業のチャンスを創造する　５つの挑戦」と掲げ、同志とともに、PEOPLE HORIZON株式会社を立ち上げ、同社代表取締役。
「経験の多様化」を自らのキャリアにおいて経験し、人材(ヒト)、製造サービス（モノ）、カネ（金融）全てに携わった中で、自らが働く最大の動機は、”ヒト”と協働し達成感を分かち合うことと語っている。
大学時代は、体育会ア式蹴球部に所属したが、周囲との技量レベルの差にサッカー以外の道を探したいと1年間で退部。「これが人生最初に感じた挫折」。「二度目の挫折は、外資系金融機関からのキャリアコンバートに挑んでいた時」と語っている。
「挫折や葛藤を通じて成長・成熟は果たされる」「仕事の適性や能力は、仕事の前ではなく、他者からの期待に応えることによって仕事の後に開花するもの」という”師の言葉”を実感してきたことを実践し、キャリアの地平線を広げようとしている。
スイスIMD  仏INSEADで、人財教育・育成について学ぶ
公益社団法人経済同友会　幹事　　金融経済ほか、雇用問題、人材育成、新卒採用プロジェクトなどに参画
女性が輝く社会の在り方研究会（経済産業省）委員　なども歴任。
磯野小右衛門（幕末から明治にかけて大阪を中心に活躍した実業家、大阪商法会議所４代目会頭）の玄孫。

## 略歴
- 1986年 - 大阪府立豊中高等学校卒
- 1990年 - 早稲田大学教育学部卒
- 1990年 - 富士銀行入行（葛飾支店、国際資金為替部）
- 1997年 - チェースマンハッタン銀行入行
- 1998年 - バークレイズ銀行入行
- 1999年 - GEヘルスケア・ジャパン入社　Finance 部門　財務部長　GEMS-IT Japan CFO, EFLP ( Experienced Finance Leadership Program)
- 2004年 - GEフリートサービス常務執行役員　マーケティング・営業統括
- 2007年 - アデコ株式会社入社　常務取締役・取締役副社長を経て代表取締役社長
- 2008年 - EAP( Employee Assistance Professional ) 普及協会　理事
- 2012年 - 株式会社 VSN 取締役
- 2013年 - 社団法人　日本人材派遣協会　副会長
- 2013年 - LIXIL Advanced Showroom株式会社 代表取締役社長
- 2014年 - アデコ株式会社顧問ののち、上記全て退任
- 2015年 - 株式会社ビーフラット取締役
- 2018年 - PEOPLE HORIZON株式会社 代表取締役